# WebTV

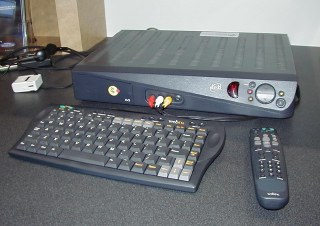
WebTVのハードウェア

WebTV（ウェブティービー）はマイクロソフトとウェブティービーネットワークス社によって開発された家庭用テレビ受像機に接続して使用するインターネット専用端末（セットトップボックス）である。

## 概要
1996年9月にアメリカでサービス開始。パソコンを持たなくてもテレビとアナログ電話回線に接続するだけでインターネットにアクセスできる手軽な端末として普及した。ネットサーフィン以外にもメール（含むメールマガジン）やチャット、専用の掲示板等が用意されている。
また、このWebTVの技術を活かしたテレビ業界向けのソフトウェアとして「Microsoft TV Server」も開発された。
2001年にMSN TVに改称。2013年7月6日、マイクロソフトは同年9月30日付でサービスを終了する事を明らかにした。以降はXbox Oneで同様の機能を提供する。また、電話による顧客対応は2014年1月15日まで受け付けるとしている。

## 諸元
内蔵ブラウザはInternet Explorer4.0に完全互換であり、加えてWebTV専用のDHTMLタグを使用する事ができた。またネットワークを通してファームウェアのアップデートが行えるシステムを採用し、ユーザーは常に最新のソフトウェアを使用できるようになっていた。音源にはGM互換音源と1チャンネルのPCM音源を搭載しており、録音した音声をメールに添付したり、サイト中のMIDIデータを再生する事もできた。2000年からはWindows MediaやRealAudio G2にも対応している。
内蔵のモデムの仕様は当初33.6kbps、アップデートで56Flex(56kbps)に対応した。接続方法はWebTVサービスが提供する専用のものが用意され（アクセスポイントは既存のISPのものを利用）、1998年12月からはユーザーが任意で加入したISP（一部）も選択できるようになった。
6名までユーザーを登録でき、ISPの設定に関係なく個別にメールアドレスを設定したり、各々の設定を切り替えて使用する事ができた。
追って発売されたWebTV Plusでは、ネットを通してテレビ番組表を参照できる機能も採用され、現在におけるEPGの先駆けとして受け入れられた。またWebTV Plusは番組連動により、番組の簡単な説明を参照したり、該当するウェブサイトにリンクするといった操作がワンタッチで行えるようにもなっていた。
キャッシュや設定内容の保存用として、約1GBのハードディスクドライブを内蔵していた。またカードスロットも搭載しており、磁気カードを用いることにより様々な用途に使用する検討が成されたが、ほとんど使われる事はなかった。
周辺機器としてリモコンや赤外線キーボードが用意された他、一部のキヤノン及びヒューレット・パッカード製プリンターを接続して表示ページを印刷する事ができた。

## 日本における展開
1997年12月1日にサービス開始。日本におけるドメイン名は @webtv.ne.jp。端末はレンタルもあったが、大部分が買い取り制だった。HTML 3.2に対応。
セガのゲーム機ドリームキャストでも、「マイクロソフト ウェブティービー接続キット」というCD-ROMソフトによって利用することができ、1999年から2000年にかけて希望者のみ配布していた。
日本向けに、時事通信社や東京三菱銀行（現・三菱UFJ銀行）、日本オンライン証券（現・auカブコム証券）などがコンテンツやサービスを提供していた。
使いやすさから主婦層を中心にユーザーを増やしたが、ブロードバンドや携帯電話を使ったネットサービスの普及を理由に、2002年3月31日付で日本国内におけるサービスを終了し、運営会社も清算された。運営会社は使用できなくなる本体端末の代わりに日本電算機のiBOX-2をユーザーに無償配布したが、当該端末はWebTVと比較して性能やサービスが著しく劣るものであったため、サービスの終了は多くのユーザーの反感を買うものとなった。

## 沿革
- 1996年9月18日 - サービス開始。
- 1997年4月7日 - マイクロソフトがウェブティービーネットワークスを買収[12]。
- 1997年8月11日 - 日本法人設立。
- 1997年11月20日 - 対応端末の1号機として、ソニー製のINT-WJ200が発売開始。
- 1997年12月1日 - 日本でのWebTVサービス開始。
- 1998年2月24日 - 業務提携していた富士通が、日本法人に資本参加[13]。
- 1998年2月 - 初のアップデートでホーム画面へのニュースヘッドライン配信と、オフラインでのメール作成機能を追加[14]。
- 1998年6月 - 2度目のアップデート。モデムの高速化、画面印刷、チャット、メールへの静止画・音声取り込み機能などを追加[15]。併せて、OpenISPサービスを開始。
- 1998年12月1日 - WebTV Plus、日本国内でサービス開始。パナソニック製の対応端末も同時発売[16]。
- 2001年7月18日 - 名称をMSN TVに変更すると発表（日本はWebTVのまま）。
- 2002年3月31日 - 日本におけるWebTVサービス終了。
- 2013年7月6日 - MSN TVを9月30日付で終了するとマイクロソフトが発表。
- 2013年9月30日 - MSN TVサービス終了。

## 端末製造メーカー
※日本市場未投入のメーカーを含む。
- ソニー
- フィリップス
- 三菱電機
- パナソニック（旧・松下電器産業）
- RCA
- サムスン電子
- エコースター（英語版）
- La-Z-Boy（英語版）

## 関連人物
- スティーブ・パールマン - WebTVの共同設立者
- アンディ・ルービン - WebTVが設立された1995年に加わった

## 備考
- オラクルも、同様のコンセプトを持った「NCTV(Network Computer TV)」を開発していた[17]。